# Leakesville
Leakesville è una città (town) degli Stati Uniti d'America, capoluogo della contea di Greene, nello Stato del Mississippi.